# Tonći Kukoč
Tonći Kukoč (ur. 25 września 1990 w Splicie) – chorwacki piłkarz występujący na pozycji pomocnika. Od 2016 jest zawodnikiem Calcio Como.